# Bell 400 TwinRanger
Bell 400 TwinRanger byl prototyp dvoumotorového užitkového vrtulníku s čtyřlistým rotorem vyvíjený společností Bell Helicopter pro civilní trh v 80. letech 20. století. Model 400 i jeho plánovaná verze Bell 440 vznikly jako pokus o uplatnění dvoumotorového stroje odvozeného ze staršího Model 206L LongRanger. Byla projektována i jednomotorová varianta  označená Bell 400A. Vývoj těchto strojů byl zastaven poté, co se společnosti Bell nepodařilo získat množství zakázek dostačující k ekonomické rentabilitě sériové výroby nového typu. Pojmenování TwinRanger bylo výrobcem později použito znovu pro dvoumotorovou variantu Bell 206 LongRanger vyráběnou v letech 1994-1997.

## Vývoj
Společnost Bell se dvoumotorovou variantu své úspěšné série Bell 206 na trh pokusila uvést několikrát. Pojmenování TwinRanger bylo poprvé použito u dvoumotorového modelu vyvíjeného v polovině 80. let na základě modelu LongRanger.
Bell 400 TwinRanger se vyznačoval přepracovaným profilem trupu, zvětšenou zásobou paliva, modifikovanými podvozkovými ližinami, dvěma turbohřídelovými motory Allison 250, čtyřlistým hlavním rotorem z OH-58D Kiowa a novým zakrytým ocasním rotorem. Společnost Bell plánovala i jednomotorovou verzi 400A a dvoumotorový model 440 se zvětšeným trupem užívajícím vysoký podíl kompozitních materiálů. Bell 400 poprvé vzlétl 30. června 1984 a do června roku 1985 vzlétly ještě tři předsériové kusy, ale v polovině 80. let byl další vývoj rodiny 400/440 zastaven, jelikož společnost Bell pociťovala, že roční produkce 120 kusů, nutná k dosažení ziskovosti výroby, nenalezne na trhu odbyt.

### Následovníci
Po úspěchu dvoumotorových konverzí modelu 206L Tridair Gemini ST začátkem 90. let začala společnost Bell vyrábět vlastní ekvivalent Bell 206LT TwinRanger, odvozený od modelu 206L-4, který v letech 1994 až 1997 vznikl v pouhých 13 kusech. Ve výrobním programu firmy pak byl nahrazen dvoumotorovým strojem Bell 427 překonstruovaným z jednomotorového Bell 407, varianty typu 206 vybavené čtyřlistým nosným rotorem.

## Varianty
Bell 400
Základní varianta poháněná dvěma turbohřídelovými motory Allison 250.
Bell 400A
Plánovaná verze poháněná jedním motorem PW209T o výkonu 973 shp.
Bell 440
Plánovaná verze modelu 400 s prodlouženým trupem.

## Specifikace (Bell 400)
Údaje podle a 

### Technické údaje
- Osádka: 1-2 (piloti)
- Kapacita: 5 cestujících
- Délka:
  - Délka trupu: 11,02 m (36 stop a 2 palce)
  - Celková délka: 13,39 m (43 stop a 11 palců)
- Průměr nosného rotoru: 11,30 m (37 stop a 1 palec)
- Plocha hlavního rotoru: 100,34 m² (1 080,1 ft²)
- Výška: 3,56 m (11 stop a 8 palců)
- Prázdná hmotnost: 1 427 kg (3 146 liber)
- Maximální vzletová hmotnost: 2 495 kg (5 500 lb)
- Pohonná jednotka: 2 × turbohřídelový motor Allison 250-C20P
- Výkon pohonné jednotky: 313,2 kW (420 shp)

### Výkony
- Maximální rychlost: 278 km/h (172 mph)
- Cestovní rychlost: 244 km/h (152 mph) ve výši 1 525 m (5 000 stop)
- Dolet: 834 km (518 mil)
- Praktický dostup: 6 100 m (20 000 stop)
- Počáteční stoupavost: 7,73 m/s (1 521 stop/min)